# Universidad Nacional de La Rioja

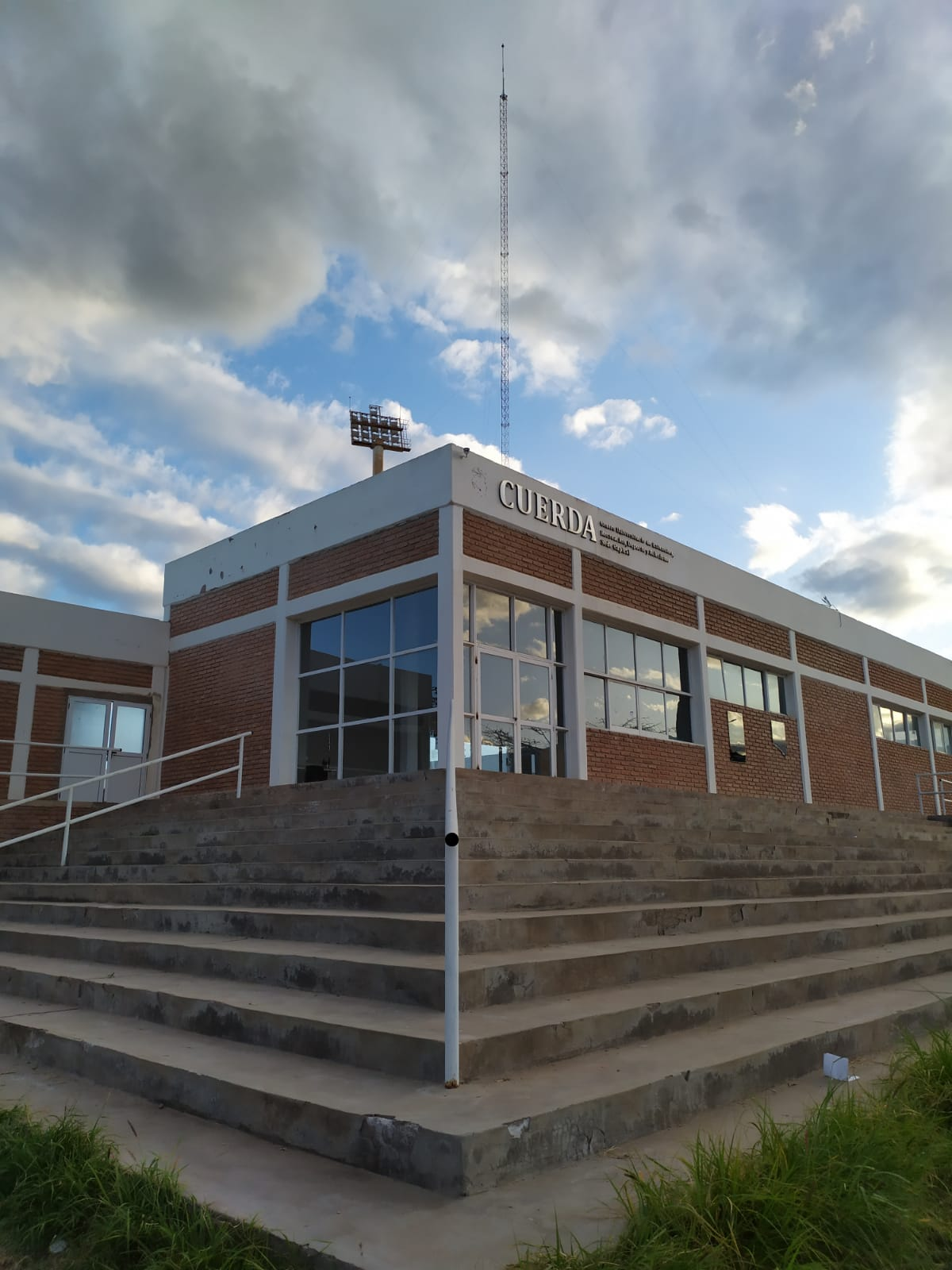
CUERDA - Centro de extensión donde se llevan a cabo las actividades de recreación, deporte y educación física

La Universidad Nacional de La Rioja (UNLaR) es una universidad pública argentina con sede central en la ciudad de La Rioja, Argentina. Posee también sedes en Aimogasta, Chamical, Chepes y Villa Unión, dentro de la misma provincia y cuenta además con cinco Delegaciones Académicas ubicadas en Villa Santa Rita de Catuna, Tama, Olta, Ulapes y Vinchina.
La UNLaR fue creada como Universidad Provincial de la Rioja por ley provincial 3.392 del 2 de junio de 1972, dando inicio a sus actividades Académicas en el año 1973. En 1993 obstuvo el rango de Universidad Nacional por ley 24.299 del 28 de diciembre de 1993.
Comprende también con sus 2 medios de comunicación: La emisora LRJ 307 Radio Universidad (FM 90.9 MHz) y el canal UNLaR TV.

## Historia
Los documentos de la Universidad señalan al Movimiento Pro-Universidad de La Rioja instituido en 1959 como antecedente del proceso que llevó a su creación. En agosto de 1971 surgió un nuevo movimiento denominado “Queremos Universidad Riojana” que logró que el 17 de septiembre de ese año, en el marco de una importante movilización ciudadana y estudiantil, las autoridades nacionales junto con las de la provincia, comprometieran la creación de la nueva Casa de Altos Estudios. Sin embargo, la resolución de ese compromiso se produjo al año siguiente como institución provincial con la Universidad Provincial de La Rioja (UPLR) que se desarrolló en ese régimen durante veinte años, hasta que en 1993 el presidente Carlos Menem impulsó la ley de nacionalización que se aprobó ese mismo año.El 18 de febrero de 1994 se concretó el Convenio de Transferencia de la UPLR a la jurisdicción nacional. A fines de 1998 con el nombre de “Ciudad Universitaria de la Ciencia y de la Técnica” se inauguró el campus en el que hoy está instalada la UNLaR. 
Enrique Tello Roldán fue el rector de la UNLaR por 24 años hasta su renuncia tras los reclamos de la toma universitaria de 2013. 

### Toma universitaria (2013)
En septiembre del 2013, la UNLaR despidió a más de treinta docentes de las distintas carreras, lo que produjo como consecuencia la más grande movilización estudiantil y docente desde que se fundó esta Universidad. Como consecuencia varios funcionarios tuvieron que presentar sus renuncias.
El 11 de septiembre del 2013 comenzó la llamada «Revolución pinto por la Democracia Universitaria» con la realización de una Asamblea General de Estudiantes en la que participaron 15 alumnos de la Casa de Altos Estudios. Tal hecho se debió al despido de más de 30 docentes de los distintos departamentos con los que ésta Universidad Nacional cuenta, dejando a todo el alumnado, docentes y no docentes en un gran descontento, que se materializó en la posterior toma de la casa de altos estudios. 

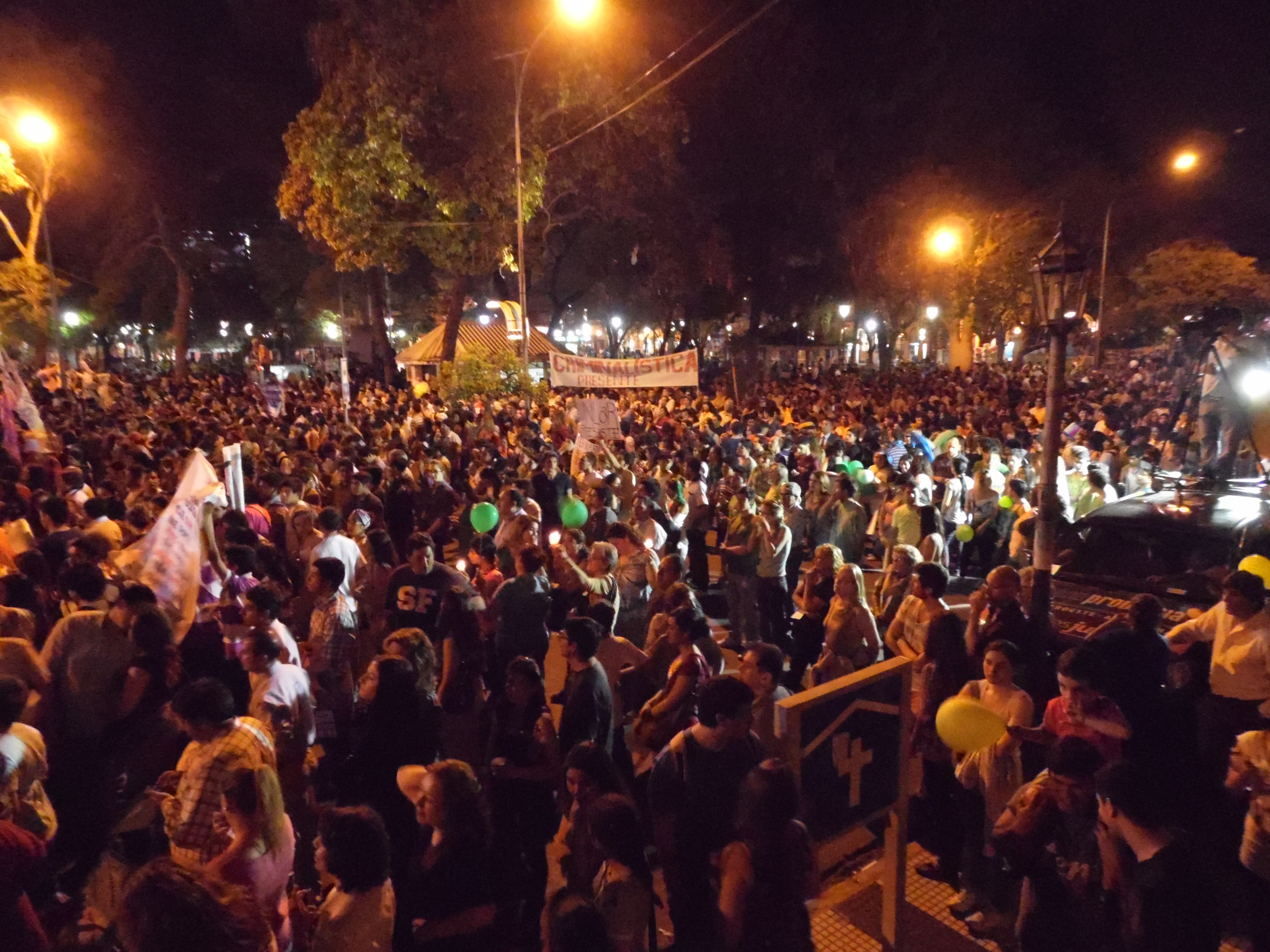
Universitarios en la marcha 8-0

El 17 de septiembre se realizó una marcha a la que concurrieron 2500 personas aproximadamente entre alumnos, familiares y docentes cesanteados.
El 18 de septiembre, luego de la segunda Asamblea General de Estudiantes que contó con la presencia de más de 200 alumnos, los autoconvocados decidieron realizar una sentada en la Escuela de Arquitectura donde se realizaría una exposición, luego de agresiones y amenazas referidas a la clausura de la carrera por parte de profesores y directivos que apoyaban la política del rector los alumnos auto-convocados decidieron tomar las dependencias de la de la misma que está dentro de la ciudad universitaria, convocando a todo el alumnado de las distintas carreras a una asamblea general en la que se decidió tomar la Universidad en su totalidad.

El 19 de septiembre del 2013, los Diputados Nacionales Inés Brizuela y Doria y Julio Cesar Martínez presentaron ante el Congreso de la Nación Argentina un pedido de intervención conforme al Artículo 30° de la Ley 24.521 aduciendo que lo hacían por expreso pedido de los estudiantes Días después la Asamblea General de Estudiantes emitió un comunicado de prensa desvinculándose del pedido de intervención.

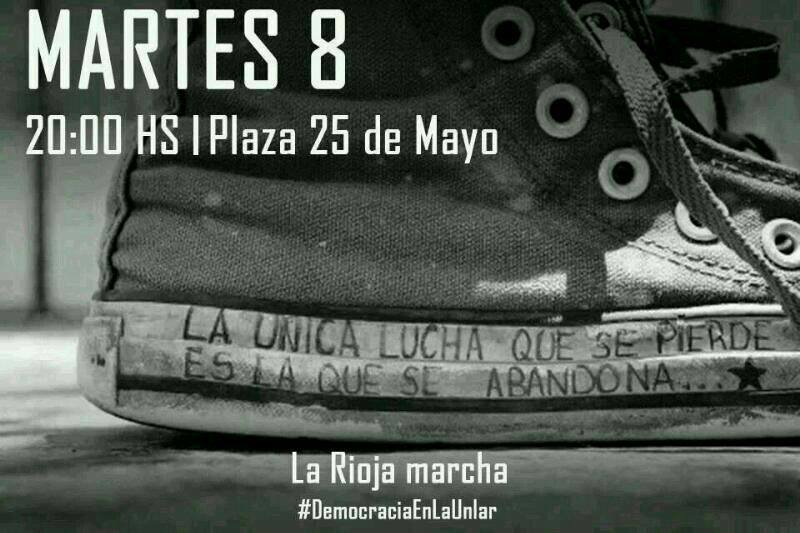
Spot invitando a la marcha «8-O»

El 19 de septiembre se reunieron en el terreno Universitario alumnos de todas las carreras contando con el apoyo de más de mil alumnos. Ese mismo día se convocó a la realización de una Asamblea Extraordinaria en la que participaban dos integrantes de cada estamento, habiendo dos por cada carrera del estamento estudiantil, luego se incorporaron miembros de las sedes universitarias. Pasado ya varios días de la organización inicial se estudió el estatuto vigente y se dio a conocer por los medios locales de prensa el petitorio de la Asamblea Soberana en la que se pide entre otras cosas:
1. Renuncia del Rector Dr. Enrique Daniel Tello Roldan[14]
2. Renuncia de la Vicerrectora Med. Valeria Sara Quinteros
3. Renuncia de los Decanos de los distintos departamentos
4. Renuncia de los integrantes del Consejo Superior
5. Reforma del Estatuto Universitario

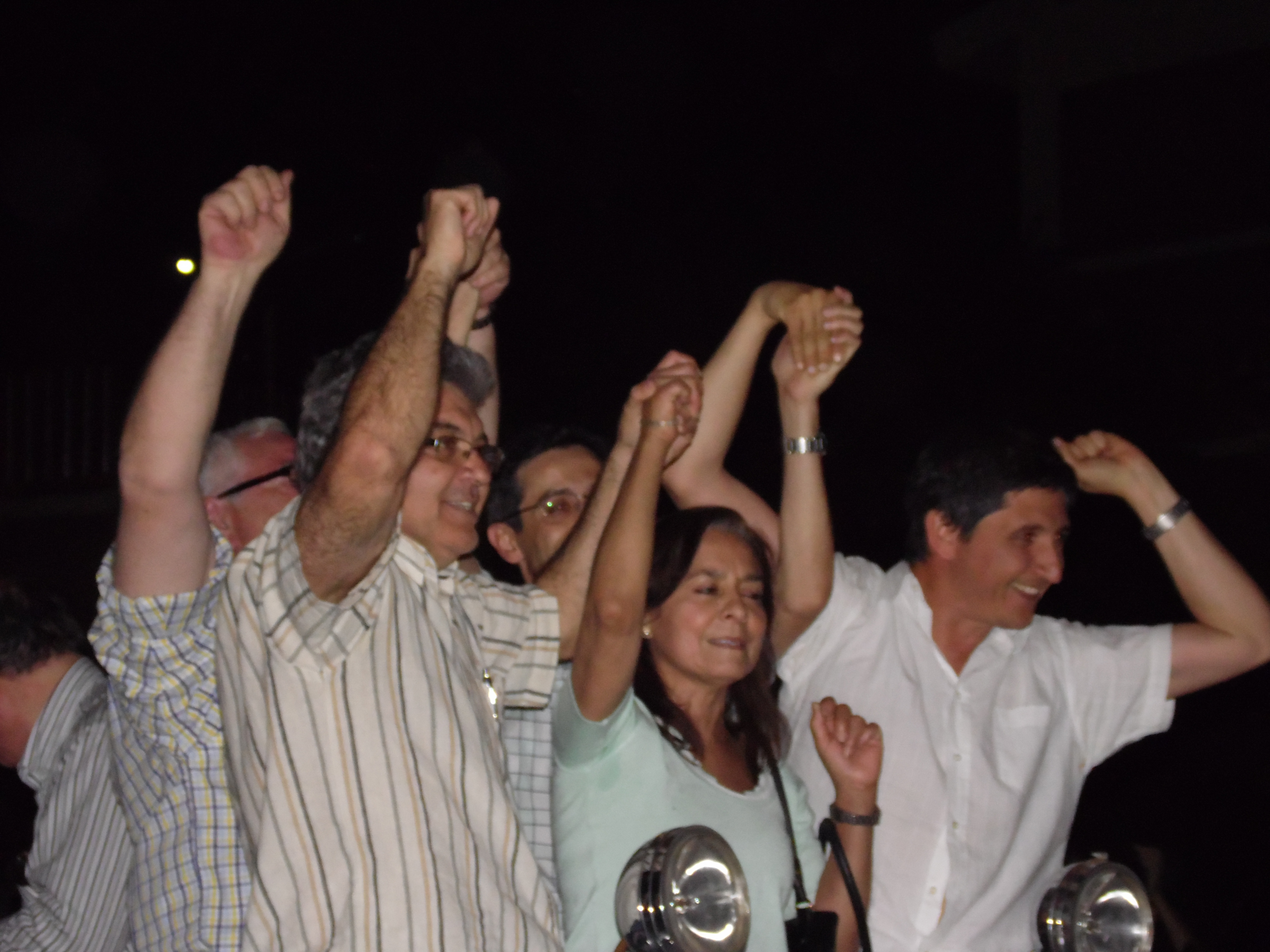
El Rector, Vicerrector y Decanos elegidos por la asamblea de estudiantes autoconvocados.

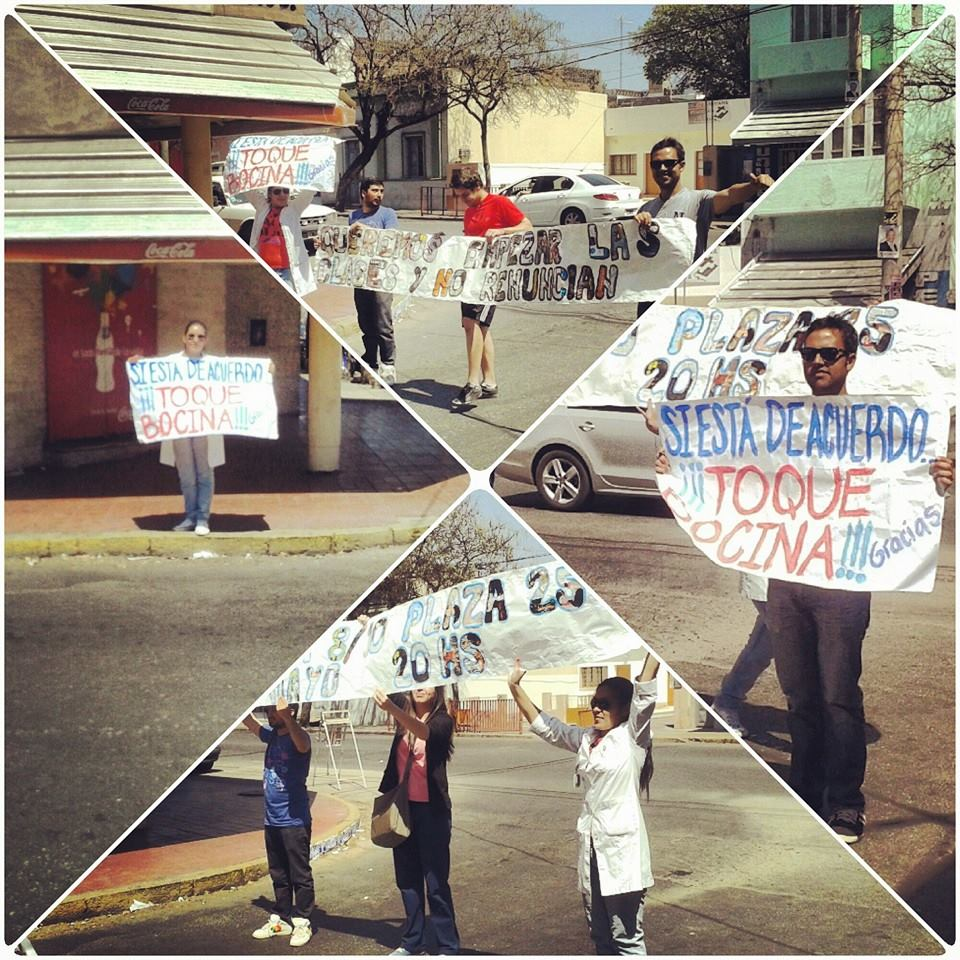
Alumnos de la UNLaR invitando a la marcha del 8 de octubre en los semáforos de la provincia de La Rioja

Luego de 21 días de toma y de sucesivas marchas multitudinarias, 17 de septiembre, el 22 de septiembre, el 29 de septiembre y 8 de octubre, el 9 de octubre de 2013, los autoconvocados cedieron, tras una larga jornada de deliberaciones en la que la Asamblea Universitaria, pasadas las 18:30 (UTC−03:00) se nombró autoridades interinas a las que fuesen propuestas por la Asamblea Soberana de los cuatro estamentos autoconvocados y fueron aceptados por la Asamblea Universitaria, llegando así a su fin la gestión del exrrector Enrique Daniel Tello Roldán y su cúpula, luego de 24 años en el sucedió dicho cargo.

### Periodo contemporáneo (2014-actualidad)
El 18 de noviembre de 2014 la comunidad de la UNLaR por primera vez en su historia eligió Rector y Decanos mediante voto directo. No obstante esto no sucedió sin complicaciones ya que el día 17 de octubre se impugnó por error la lista que enfrentaría al rector interino. La comunidad universitaria volvió a tomar el edificio, y tras algunos días de tensión la junta electoral revisó su decisión y asumió su equivocación. El Rector electo, Fabian Calderon, obtuvo menos cantidad de votos que su contrincante, Alejandro Alvarez, pero su consagración fue legitima ya que, durante su interinato, se estableció un sistema de voto ponderado que favorece la continuidad de la patronal universitaria.
El estatuto de la UNLaR fue reformado en 2016 en el CENIT con escasa participación de la comunidad universitaria y se aprobó el 14 de diciembre en una asamblea donde un grupo de estudiantes disidentes reclamaron actos de violencia. 
En 2017, la UNLaR volvió a tener elecciones estrenando estatutoen las que Fabian Calderon fue reelecto. En 2021, 4 listas participaron de elecciones con distintas propuestas disputando el rectoradodebiendo definir en segunda vueltadonde resultó ganador Daniel Quiroga representando a la agrupación Consenso UNLaR. 
En 2024, se llevó a cabo un nuevo proceso eleccionario, renovando autoridades departamentales y ejecutivas, siendo electos Natalia Albarez Gómez y Luis Oscar Oviedo, como rectora y vicerrector respectivamente; siendo Albarez Gómez la primera mujer electa democráticamente para desempeñar el cargo de rectora, en toda la historia de la Universidad Nacional de La Rioja.

## Organización Académica
La universidad se encuentra dividida en Departamentos:
| Departamento                                                                 | Carreras de grado |
| ---------------------------------------------------------------------------- | --- |
| Ciencias Exactas, Físicas y Naturales                                        | - Farmacia - Licenciatura e Ingeniería en Sistemas de Información - Licenciatura en Diseño y Producción Multimedial - Licenciatura en Ciencias Biológicas - Ingeniería Mecatrónica |
| Ciencias de la Salud y de la Educación                                       | - Licenciatura en Enfermería - Licenciatura en Producción de Bioimágenes - Licenciatura en Terapia Ocupacional - Medicina - Odontología - Licenciatura y Profesorado en Ciencias de la Educación |
| Ciencias Sociales, Jurídicas y Económicas                                    | - Contador Público - Escribanía - Licenciatura en Administración - Licenciatura en Economía - Licenciatura en Ciencia Política - Licenciatura en Turismo - Licenciatura en Comunicación Social - Licenciatura en Trabajo Social - Licenciatura en Criminalística |
| Ciencias y Tecnologías Aplicadas a la Producción, al Ambiente y al Urbanismo | - Geología - Ingeniería Industrial - Ingeniería Civil - Ingeniería Agroindustrial - Ingeniería en Alimentos - Ingeniería en Minas - Ingeniería Agronómica |
| Humanidades                                                                  | - Licenciatura en Letras - Licenciatura en Lengua y Literatura Inglesa - Licenciatura en Artes Plásticas - Licenciatura en Historia - Licenciatura en Música - Licenciatura en Arte Escénico - Licenciatura en Teología y Religiones Comparadas - Licenciatura en Psicopedagogía - Traductorado Público Nacional en Lengua Inglesa - Licenciatura en Gestión Organizacional y Recursos Humanos |

## Sedes
La UNLaR cuenta con las siguientes sedes:
- Sede Universitaria Chamical

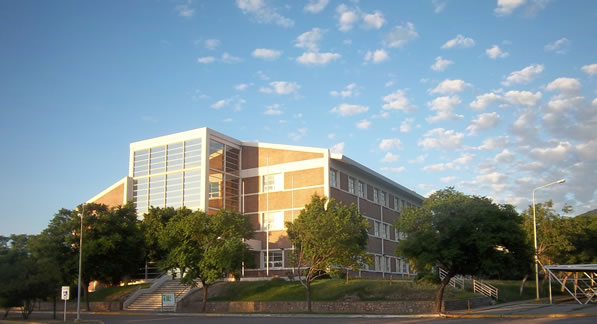
Sede capital

- Sede Universitaria Villa Unión
- Sede Universitaria Aimogasta
- Sede Universitaria Chepes
- Sede Universitaria Villa Santa Rita de Catuna
- Delegación Académica Tama
- Delegación Académica Olta
- Delegación Académica Ulapes
- Delegación Académica Vinchina

En estas sedes se cursan diversas carreras de Grado y Posgrado, según la estrategia fijada y legislada por el Consejo Superior. En 2003 se creó la Universidad Nacional de Chilecito basada en las instalaciones de la Universidad Nacional de la Rioja en esa ciudad.
Cuenta desde 2014 con una serie de albergues estudiantiles.

## Secretarías y Oficinas de Control
El Rectorado de la Universidad para poder satisfacer la demanda administrativa general y específica cuenta con distintas Secretarías, a saber.
- Secretaría General
- Secretaría de Asuntos Académicos
- Secretaría de Post Grado y Graduados
- Secretaría de Planificación y Autoevaluación
- Secretaría de Ciencia y Tecnología
- Secretaría de Asuntos Co - Docentes
- Secretaría de Extensión Universitaria
- Secretaría de Relaciones Institucionales
- Secretaría de Consejo Superior
- Secretaría de Asuntos Estudiantiles
- Secretaría de Administrativo - Financiera
- Subsecretaría Legal y Técnica
- Unidad de Auditoría Interna

## Investigación
La universidad en asociación con Conicet, SEGEMAR y la Universidad Nacional de Catamarca cuenta con el Centro Regional de Investigaciones Científicas y Transferencia Tecnológica de La Rioja (CRILAR).

### Desarrollos
Algunos desarrollos llevados adelante por investigadores de la universidad:
| Rendimiento de la producción de biodiésel reciclable | Investigadores del Instituto de Tecnología Agroindustrial de la UNLaR analizan el rendimiento en la producción de biodiésel a partir de aceites comestibles y no comestibles de La Rioja. La producción de combustibles renovables para vehículos, la protección del medio ambiente y el mejoramiento del autoabastecimiento de energías renovables para zonas rurales forman parte de los objetivos de esta investigación.                             |
| Calefacción a base de biogás                         | Investigadores trabajan en la implementación de una planta generadora de biogás a partir de la fermentación de materia orgánica. Se empleará para la calefacción de invernaderos donde se producen hortalizas destinadas al autoconsumo. El uso de este biocombustible representa una alternativa sustentable en zonas rurales de la provincia de La Rioja que, a la vez, contribuirá en la mejora de la calidad de vida de los productores.            |
| Jabones sustentables y extensión                     | La UNLR elabora jabones, aceites esenciales y licores con especies de la zona. En la Unidad de Desarrollo y Laboratorio de Aceites Esenciales, docentes y alumnos realizan estos productos y apuntan a la diversidad con el objetivo de lograr trabajo continuo y desarrollo productivo. Los artículos se venden bajo la marca «Productos del Sol», lo que implicó una labor no solo de investigación aplicada sino también de extensión universitaria. |